# Mandorah
Mandorah – miejscowość na obszarze Terytorium Północnego w Australii, położona na wybrzeżu morza Timor. Według spisu powszechnego w 2006 roku, Mandorah wspólnie z miejscowością Wagait Beach, liczyła 293 osoby.